# Парк Перемоги (Ішимбай)
Парк Перемоги — парк культури та відпочинку в місті Ішимбай. Заснований в 1960 році.
Парк розташований на перетині вулиць Революційної, Гагаріна, Салавата Юлаєва і Соціалістичної.

## Історія
Парк Перемоги заснований в 1960 році, завдяки зусиллям електричних мереж міста Ішимбая. Первісна його назва — сквер імені XXII З'їзду КПРС.
У 2010 році відбулася капітальна реконструкція. Територія приведена в належний порядок і облагороджена: реконструйовано обеліск, розбиті клумби, побудовані дитячі майданчики, оновлена огорожа, прокладені асфальтовані доріжки, оформлений парадний вхід, висаджені молоді деревця
. На його реконструкцію витрачено більше 2 мільйонів рублів.
9 травня 2010 року до 65-річчя Перемоги у Великій Вітчизняній війні парк відкрився.

## Пам'ятки
- Обеліск військової Слави (1967). Реконструйовано у 2010 році. Раніше представляв єдиний комплекс з Вічним вогнем.